# Myanmar ved OL
Myanmar (tidligere Burma) deltog i de olympiske lege første gang under sommer-OL 1948 i London og har siden deltaget i alle sommerlege undtaget 1976, som nationen boykottede. Militærjuntaen, som styrer landet, ændrede i 1989 landets navn til det nuværende, og nationen har deltaget med sit nye navn fra og med sommer-OL 1992 i Barcelona. Myanmar/Burma har aldrig deltaget i vinterlegene, og nationen har aldrig vundet nogen olympiske medaljer.

## Medaljeoversigt
| Burmas medaljer under de olympiske sommerlege | Burmas medaljer under de olympiske sommerlege | Burmas medaljer under de olympiske sommerlege | Burmas medaljer under de olympiske sommerlege | Burmas medaljer under de olympiske sommerlege | Burmas medaljer under de olympiske sommerlege |
| --------------------------------------------- | --------------------------------------------- | --------------------------------------------- | --------------------------------------------- | --------------------------------------------- | --------------------------------------------- |
| Lege                                          | Guld                                          | Sølv                                          | Bronze                                        | Totalt                                        | Rang                                          |
| 1948 London                                   | 0                                             | 0                                             | 0                                             | 0                                             | –                                             |
| 1952 Helsingfors                              | 0                                             | 0                                             | 0                                             | 0                                             | –                                             |
| 1956 Melbourne                                | 0                                             | 0                                             | 0                                             | 0                                             | –                                             |
| 1960 Rom                                      | 0                                             | 0                                             | 0                                             | 0                                             | –                                             |
| 1964 Tokyo                                    | 0                                             | 0                                             | 0                                             | 0                                             | –                                             |
| 1968 Mexico City                              | 0                                             | 0                                             | 0                                             | 0                                             | –                                             |
| 1972 München                                  | 0                                             | 0                                             | 0                                             | 0                                             | –                                             |
| 1976 Montréal                                 | Deltog ikke                                   | Deltog ikke                                   | Deltog ikke                                   | Deltog ikke                                   | Deltog ikke                                   |
| 1980 Moskva                                   | 0                                             | 0                                             | 0                                             | 0                                             | –                                             |
| 1984 Los Angeles                              | 0                                             | 0                                             | 0                                             | 0                                             | –                                             |
| 1988 Seoul                                    | 0                                             | 0                                             | 0                                             | 0                                             | –                                             |
| 1992 Barcelona                                | 0                                             | 0                                             | 0                                             | 0                                             | –                                             |
| 1996 Atlanta                                  | 0                                             | 0                                             | 0                                             | 0                                             | –                                             |
| 2000 Sydney                                   | 0                                             | 0                                             | 0                                             | 0                                             | –                                             |
| 2004 Athen                                    | 0                                             | 0                                             | 0                                             | 0                                             | –                                             |
| 2008 Beijing                                  | 0                                             | 0                                             | 0                                             | 0                                             | –                                             |
| 2012 London                                   | 0                                             | 0                                             | 0                                             | 0                                             | –                                             |
| 2016 Rio de Janeiro                           | 0                                             | 0                                             | 0                                             | 0                                             | –                                             |
| 2020 Tokyo                                    |                                               |                                               |                                               |                                               |                                               |
| Totalt                                        | 0                                             | 0                                             | 0                                             | 0                                             |                                               |